# Herrmannsgrün
Herrmannsgrün is een dorp in de Duitse landgemeente Mohlsdorf-Teichwolframsdorf in het Landkreis Greiz in Thüringen. Het dorp wordt voor het eerst genoemd in een oorkonde uit 1315. Tot 2011 was het deel van de gemeente Mohlsdorf, in dat jaar ging die gemeente op in de landgemeente.